# Åkerby (Tierp)
Åkerby is een plaats in de gemeente Tierp in het landschap Uppland en de provincie Uppsala län in Zweden. De plaats heeft 94 inwoners (2005) en een oppervlakte van 31 hectare.